# Snargate
Snargate – wieś w Anglii, w hrabstwie Kent, w dystrykcie Folkestone and Hythe. Leży 36 km na południowy wschód od miasta Maidstone i 87 km na południowy wschód od centrum Londynu.